# Stavro Skëndi
Stavro Skëndi (ur. 21 sierpnia 1905 w Korczy, zm. 17 sierpnia 1989 w Nowym Jorku) – albańsko-amerykański albanista.

## Życiorys
W 1928 roku ukończył studia na Robert College w Stambule, następnie studiował na Uniwersytecie Genewskim. Podczas II wojny światowej walczył w Balli Kombëtar.
Na początku lat 50. XX wieku wyemigrował do Stanów Zjednoczonych, gdzie w latach 1952-1972 wykładał bałkanistykę na Uniwersytecie Columbia, na którym uzyskał doktorat. W 1972 roku przeszedł na emeryturę.
Zmarł 17 sierpnia 1989 roku z powodu powikłań wynikających z choroby Parkinsona.

## Życie prywatne
Jego żoną była Daisy Franco.